# ゲラルドゥス・メルカトル
ゲラルドゥス・メルカトル（Gerardus Mercator, 1512年3月5日 - 1594年12月2日）は、16世紀ネーデルラントの地理学者。ほとんどの場合メルカトルの名で呼ばれるが、本名はゲラルト・デ・クレーマーまたはクレメル（Gerard De Kremer）である。地図の投影法であるメルカトル図法で知られる。
かつてベルギーの1000フラン紙幣にその肖像が描かれていた。

## 経歴
メルカトルは1512年、フランドル（現ベルギー）のルペルモンデで、ドイツ人の両親の6番目の子供として生まれた。メルカトルはラテン語名で、「商人」という意味である。
1526年に父親を亡くした後、スヘルトーヘンボスに移り、教会の世話の元で学習に励む。1530年にルーヴェン大学（現ルーヴェン・カトリック大学）に入学し、幾何学、天文学、地理学を学んだ。1534年からは、有名な数学者であるゲンマ・フリシウスと共に、地球儀、日時計、アストロラーベなど科学機器製作の仕事を始め、1537年まで継続し、成功を収めるとともに、地図や海図の彫版にも手を染めた。この間の1536年には結婚し、6人の子を儲けることとなった。
1538年に出版されたメルカトルの初めての世界図は、北アメリカと南アメリカという地名を最も早く記載したものの1つであった。またこの地図では、アジアとアメリカが別の大陸として描かれている。その考えは地図製作者の間では有力になっていたが、ベーリング海峡が発見され、それが証明されたのはずっと後のことである。
当時は学問が宗教と対立することもあり、地図製作者は疑いの目で見られた時代だった。メルカトルも1544年に異端を問われて逮捕され、7ヶ月のあいだ牢につながれている。釈放されたのは、大学の働きかけによるといわれている。1551年に、大学設立を考えていたユーリヒ＝クレーフェ＝ベルク公ヴィルヘルム5世によってデュースブルクに招かれたメルカトルは、1552年に家族ともども移住し、その後はベルク公ヴィルヘルム5世の庇護を受け、デュースブルクの地で残りの生涯を送ることになった。

## 業績
フランドル地方は古くから商業の中心地として栄え、また、ヨーロッパでは15世紀末頃から大航海時代に入りつつあり、この地域も貿易の中継地として発展しつつあった。彼が考案したメルカトル図法は、航海用の地図の図法として重要な発明であり、地図製作の歴史に大きな功績を残した。
1554年に出版されたヨーロッパ地図では、従来の地図を大きく訂正している。ことに地中海の東西の距離は、それまでプトレマイオスに従って経度で62度にわたるものと見なされていたが、メルカトル図では53度（それでもまだ10度ほど過大であるが）にまで縮小され、また陸地の輪郭や内陸の状態もいちじるしく改められた。
1569年には、メルカトルの名を不朽ならしめた世界図が完成した。1.32×1.98メートルの大型の地図であり、記載された地名は豊富で、多くの注記も記されていた。この世界図では、ヨーロッパやアフリカの形態はすでにプトレマイオスの影響から脱していたが、東アジアやアジア・アフリカの内陸の部分ではまだプトレマイオスやマルコ・ポーロの記述によったところが多い。
メルカトルは早くから、世界各地の地図を総合した世界地図帖を編纂する計画を持っていたが、原図となる各国の地図を入手し難いことや、地図の銅板彫刻に多大の時間を要するために、計画は容易に実現されなかった。ようやく1585年にフランス・ネーデルラント・ドイツの51図が、また4年後の1589年にはイタリア・スラヴォニア・ギリシャの23図が出版されたが、1594年にメルカトルが没したので、翌1595年に息子のルモルドによって、イギリスその他のヨーロッパ諸国とアジア・アフリカ・アメリカの諸図を加えた107図による地図帖が完成した。表題はメルカトルの遺志によって、ギリシャ神話の天空を支える巨人の名にちなんで「アトラス」と名づけられた。以後、地図帖はアトラスと呼ばれるようになる。
メルカトルの時代には、まだ積分法は知られていなかったので、赤道からの緯線距離の算出をメルカトルは級数の和として近似的に計算したにとどまり、作図に必要な数学的根拠を明らかにしなかったので、メルカトル図法は普及するに至らなかった。海図をはじめ世界図にも用いられるようになったのは1599年にイギリス人のエドワード・ライトが数値計算法（今日でいうリーマン和による方法）を用いて緯線距離を導き出し、作図に必要な数表を作成してからである。この緯線距離は正割関数を被積分関数とする定積分で表され、当該積分はアイザック・バローによって初めて閉じた式として求められたとされ（年代不詳）、1668年にジェームス・グレゴリーによっても求められた。今日では、この緯線距離式はグーデルマン関数の逆関数（ランベルト関数とも呼ばれる）に相当すると解釈される。

## 地図作成の略年
- 1538年 - 初めて世界全図を作成
- 1541年 - 地球儀を作成
- 1551年 - 天球儀を作成
- 1552年 - ドイツのデュースブルクに研究所を設立
- 1554年 - 15枚の大ヨーロッパ地図を作成
- 1564年 - 8枚組のグレートブリテン島の大地図を作成
- 1569年 - メルカトル世界図を完成

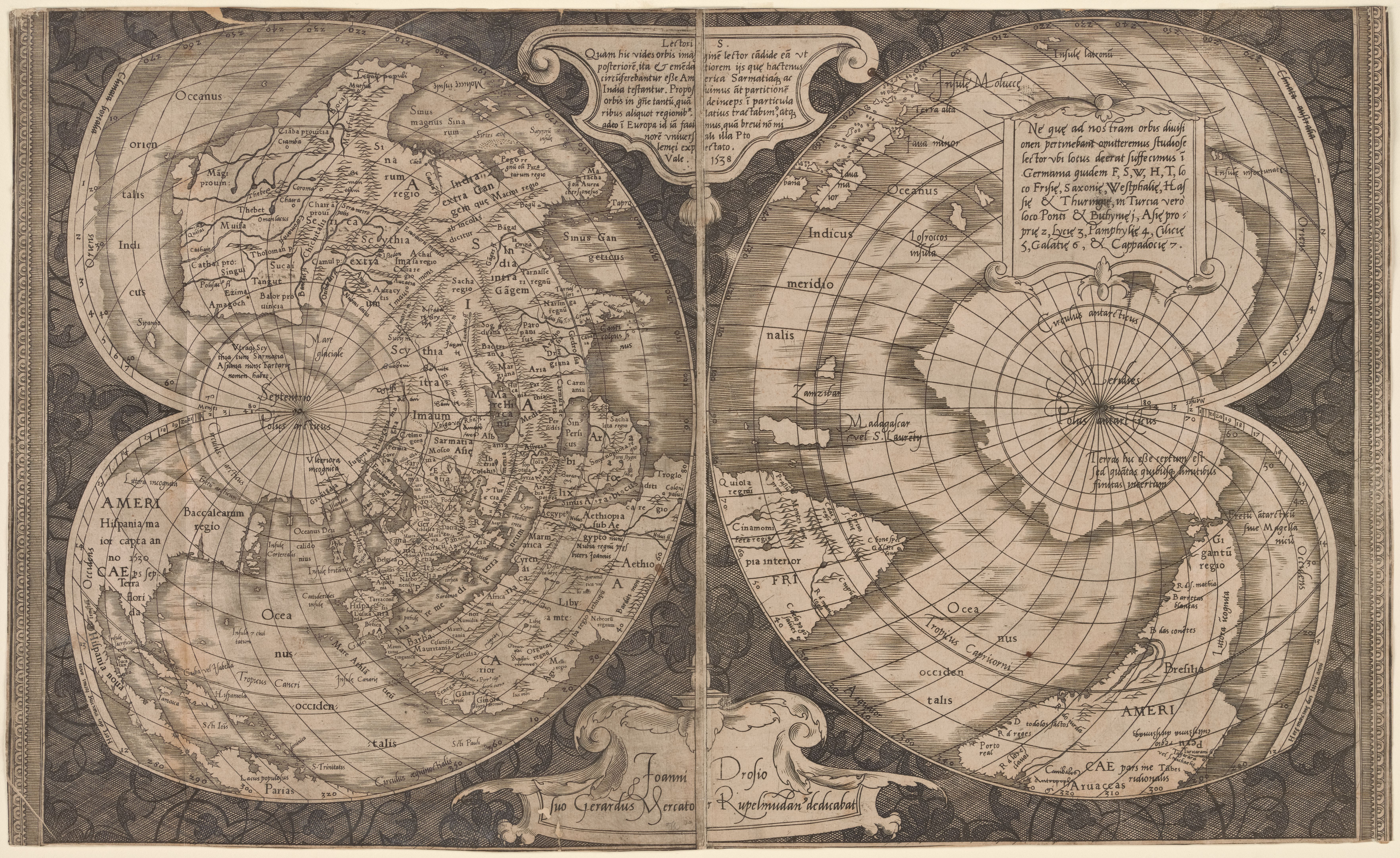
世界地図1538
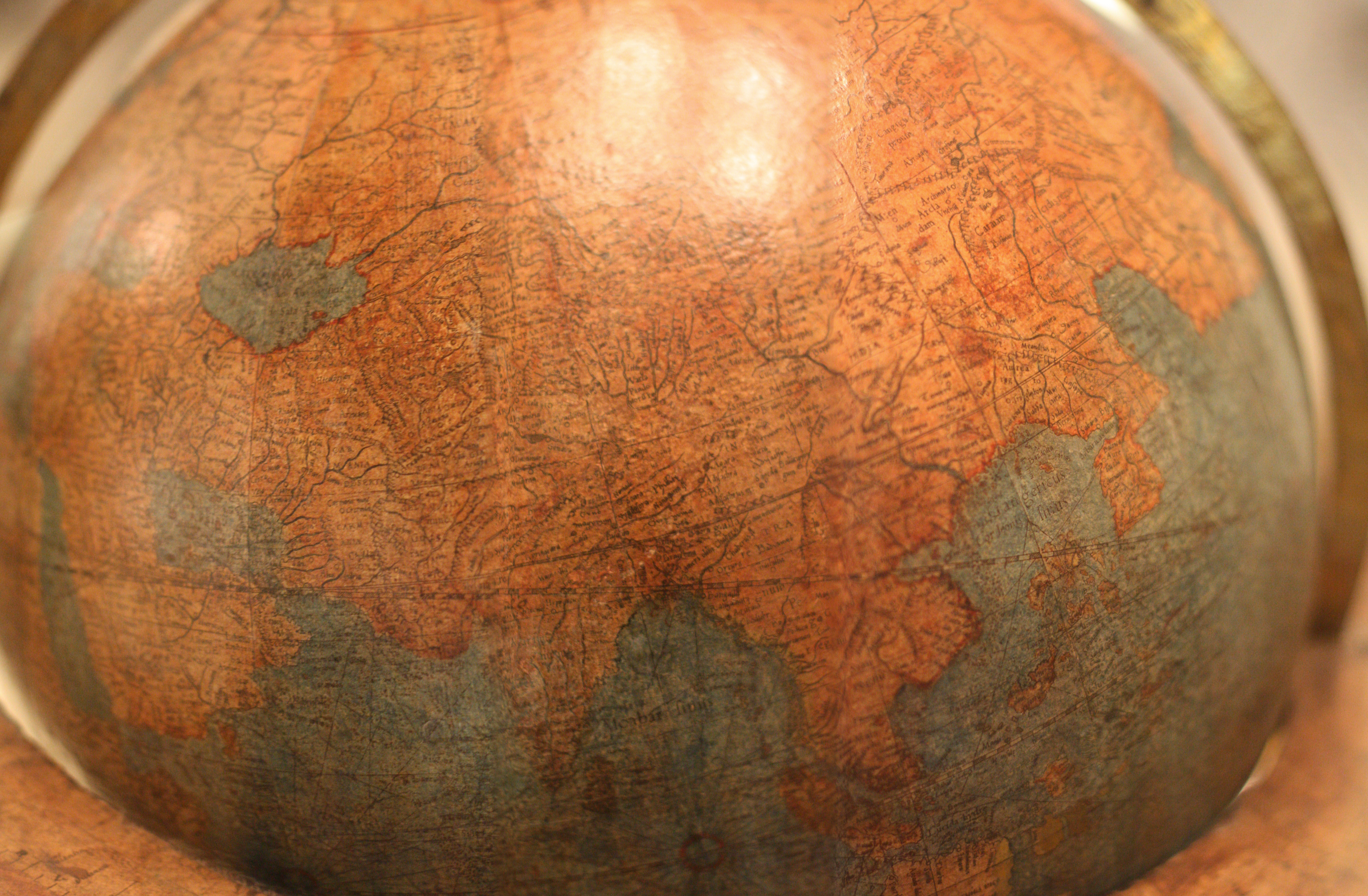
地球儀1541
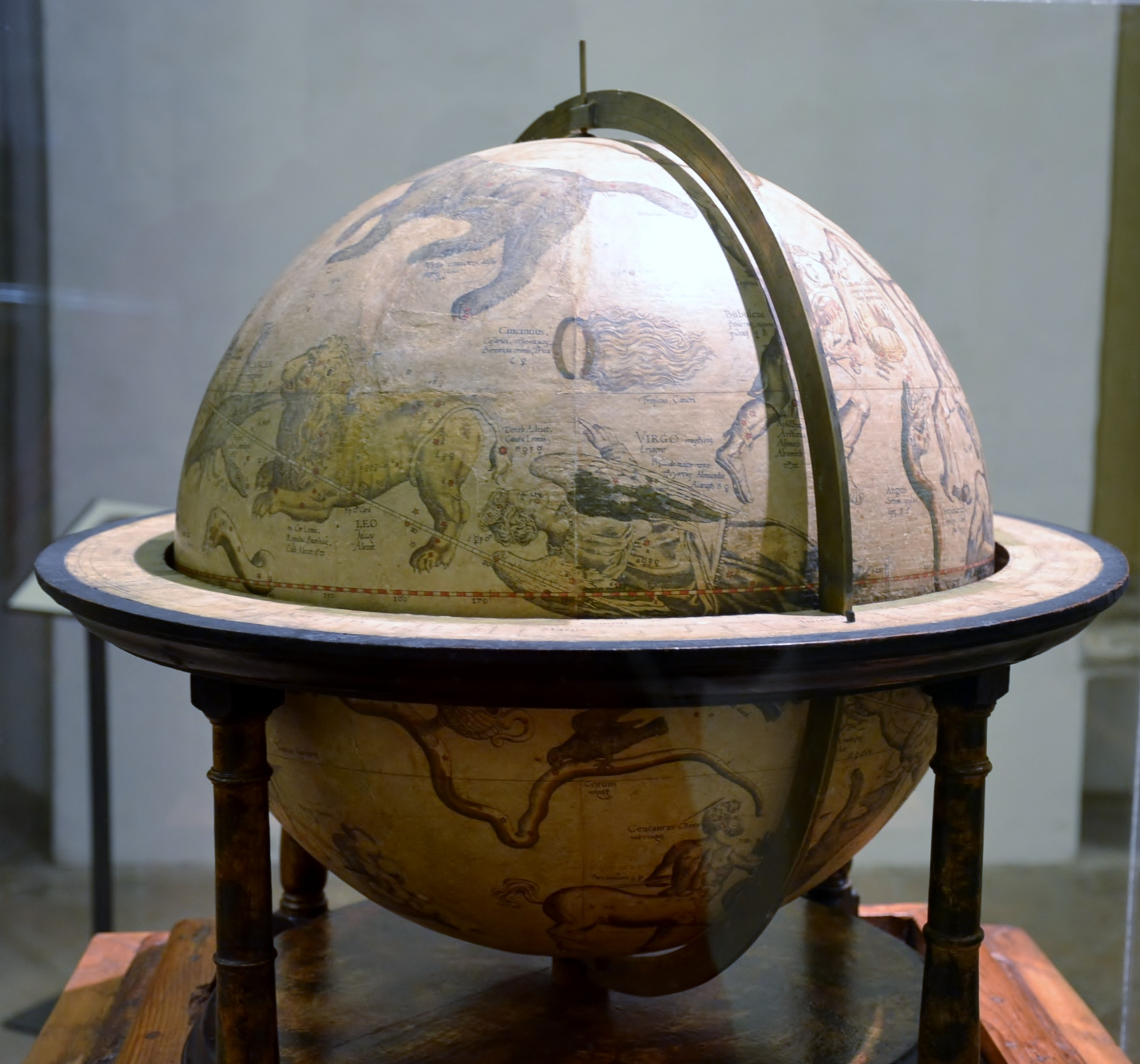
天球儀1551
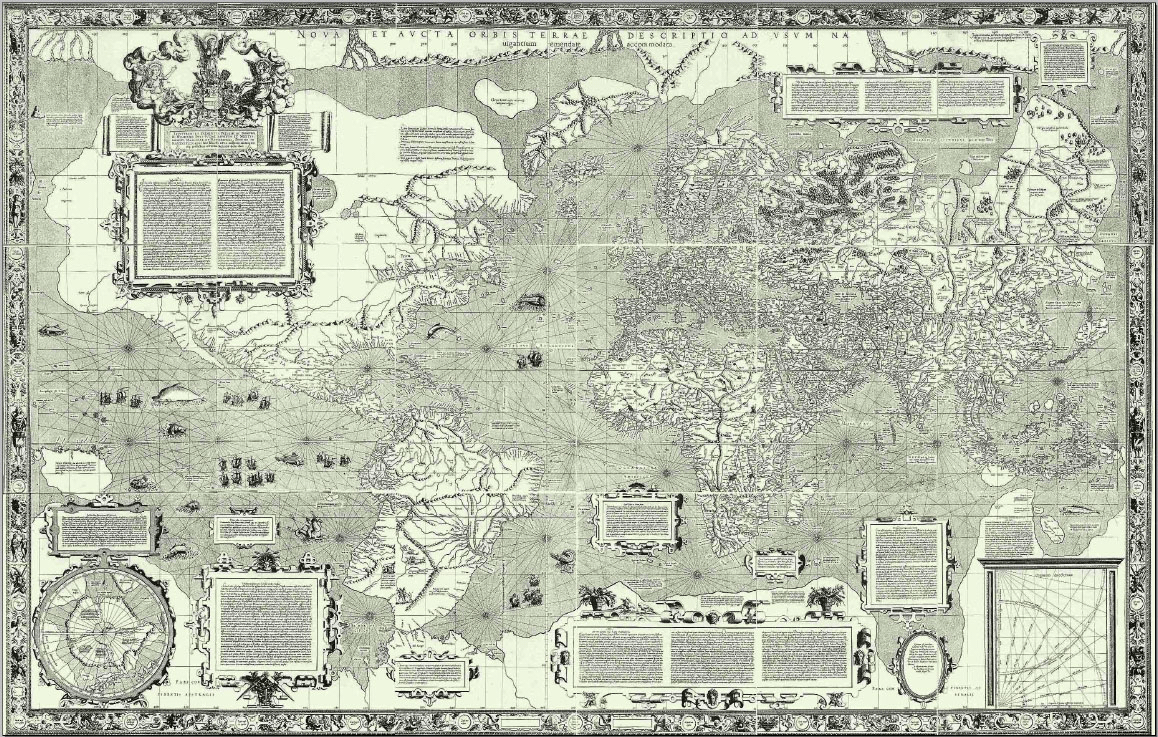
世界地図1569